# 1986 dans le catholicisme
Chronologie du catholicisme
- 1982
- 1983
- 1984
- 1985
- 1986
- 1987
- 1988
- 1989
- 1990

Cet article présente les faits marquants de l'année 1986 dans le catholicisme.

## Évènements
- 31 janvier au 11 février : voyage apostolique du pape en Inde.
- 23 mars : première réunion des Journées mondiales de la jeunesse à Rome.
- 13 avril : canonisation de François Antoine Fasani.
- 18 mai : publication de l'encyclique Dominum et Vivificantem sur l'Esprit saint.
- 1er au 8 juillet : voyage apostolique du pape à Sainte-Lucie et en Colombie.
- 4 au 7 octobre : voyage apostolique du pape en France.
  - 4 octobre : béatification d'Antoine Chevrier.
- 12 octobre : canonisation de Joseph-Marie Tomasi.
- 27 octobre : première des Rencontres d'Assise.
- 18 novembre au 1er décembre : voyage apostolique du pape au Bangladesh, à Singapour, aux Fidji, en Nouvelle-Zélande, en Australie et aux Seychelles.

## Décès

### Janvier
- 18 janvier : Emanuela Kalb, religieuse et vénérable polonaise (° 26 août 1899)
- 23 janvier : Georges Las Vergnas, prêtre français puis auteur athée (° 29 avril 1911)

### Février
- 6 février : Georges Cabana, prélat canadien, archevêque de Sherbrooke (° 23 octobre 1894)

### Mars
- 15 mars : Miguel Darío Miranda y Gómez, cardinal mexicain, archevêque de Mexico (° 19 décembre 1895)

### Avril
- 3 avril : Charles Moeller, prêtre, théologien et écrivain belge (° 18 janvier 1912)
- 9 avril : Alfred Keller, prêtre catholique français, célèbre pour avoir fondé la « Cité du Souvenir » à Paris, considéré comme un précurseur de l'action sociale en France (° 5 septembre 1894)

### Juin
- 8 juin : Stanislas Lyonnet, prêtre jésuite, bibliste, théologien et écrivain français (° 23 août 1902)
- 16 juin : Maurice Duruflé, organiste et compositeur français de musiques liturgiques (° 11 janvier 1902)
- 30 juin : 
  - László Lékai, cardinal hongrois, archevêque d'Esztergom (° 12 mars 1910)
  - Albert Revet, prêtre français, fondateur de la communauté de Riaumont, personnalité du scoutisme, accusé d'abus sexuels (° 8 février 1917)

### Juillet
- 18 juillet : Ursmar Engelmann, moine bénédictin allemand, archi-abbé de Beuron (° 15 août 1909)

### Août
- 1er août : Carlo Confalonieri, cardinal italien de la Curie et archevêque titulaire de Nicopolis ad Nestum (de) (° 25 juillet 1893)
- 9 août : Edoardo Pecoraio (en), prélat italien, diplomate du Saint-Siège et archevêque titulaire de Cumae (de) (° 1er septembre 1910)

### Septembre
- 20 septembre : Christopher Butler, prélat bénédictin britannique, évêque auxiliaire de Westminster et évêque titulaire de Nova Barbara (de) (° 7 mai 1902)
- 27 septembre : Yvan Daniel, prêtre et essayiste français (° 9 novembre 1909)

### Octobre
- 2 octobre : Jean Carmignac, prêtre, auteur et exégète français (° 7 août 1914)
- 10 octobre : Michele Pellegrino, cardinal italien, archevêque de Turin (° 25 avril 1903)
- 20 octobre : Balthasar Linsinger, prêtre autrichien, Juste parmi les nations (° 15 juillet 1902)
- 30 octobre : Côtis-Capel, pseudonyme d'Albert Lohier, écrivain et prêtre français (° 22 janvier 1915)

### Novembre
- 25 novembre : Maodez Glanndour, prêtre français, écrivain de langue bretonne (° 7 mars 1909)
- 26 novembre : Francis-Albert Bougon, prélat français, évêque de Moulins (° 2 avril 1905)

### Décembre
- 1er décembre : Martin John O'Connor (en), prélat américain, diplomate du Saint-Siège et archevêque titulaire de Thespiae (de) (° 18 mai 1900)
- 19 décembre : Avelar Brandão Vilela, cardinal brésilien, archevêque de São Salvador da Bahia (° 13 juin 1912)
- 29 décembre : Pietro Parente, cardinal italien de la Curie, précédemment archevêque titulaire de Ptolémaïde-en-Thébaïde (de) (° 16 février 1891)